# The In Between - Non ti perderò
The In Between - Non ti perderò (The In Between) è un film, del 2022, diretto da Arie Posin.

## Trama
Dopo aver perso il suo fidanzato e grande amore in un incidente una ragazza si convince che lui le stia mandando segnali dall'aldilà.

## Distribuzione
Il film è stato distribuito sulla piattaforma Netflix a partire dall'11 febbraio 2022.